# Dortmund-Huckarde Nord
Dortmund-Huckarde Nord (niem: Bahnhof Dortmund-Huckarde Nord) – stacja kolejowa w Dortmundzie, w kraju związkowym Nadrenia Północna-Westfalia, w Niemczech. Znajduje się w dzielnicy Huckarde. Z punktu widzenia obsługi naziemnej, nie jest to stacja kolejowa, ale tylko przystanek kolejowy.
Stacja znajduje się na linii Duisburg-Ruhrort–Dortmund i posiada jeden peron. Linia kolejowa po raz pierwszy została zastosowana tylko do transportu węgla do portu w Duisburgu w 1892. W 1908 roku stacja została wyposażona w budynek. Budynek jest zgrupowany z Dortmund-Kurl, jednym z dwóch ostatnich budynków stacyjnych z okresu przed II wojną światową, które wybudowano w mieście Dortmund.
Stacja Dortmund-Huckarde Nord jest nadal wykorzystywana na linii Duisburg-Ruhrort–Dortmund. W budynku recepcji znajduje się restauracja.
Stacja jest zarejestrowana jako zabytek na liście Dortmund i jest częścią trasy kultury przemysłowej.